# Delphine Claudel
Delphine Claudel (Remiremont, 23 maart 1996) is een Franse langlaufster. Ze vertegenwoordigde haar vaderland op de Olympische Winterspelen 2018 in Pyeongchang en op de Olympische Winterspelen 2022 in Peking.

## Carrière
Claudel maakte haar wereldbekerdebuut in december 2016 in La Clusaz. Tijdens de Olympische Winterspelen van 2018 in Pyeongchang eindigde ze als 57e op de 10 kilometer vrije stijl, op de estafette eindigde ze samen met Aurore Jéan, Anouk Faivre-Picon en Coraline Thomas Hugue op de twaalfde plaats. 
In december 2018 scoorde de Française in Davos haar eerste wereldbekerpunten. Op de wereldkampioenschappen langlaufen 2019 in Seefeld eindigde Claudel als 31e op de 15 kilometer skiatlon en als 35e op de sprint, samen met Anouk Faivre Picon, Laura Chamiot-Maitral en Flora Dolci eindigde ze als achtste op de estafette. In december 2020 behaalde ze in Davos haar eerste toptienklassering in een wereldbekerwedstrijd. Een maand later stond de Française in Val di Fiemme voor de eerste maal in haar carrière op het podium van een wereldbekerwedstrijd. In Oberstdorf nam Claudel deel aan de wereldkampioenschappen langlaufen 2021. Op dit toernooi eindigde ze als zevende op de 15 kilometer skiatlon, als zeventiende op de 30 kilometer klassieke stijl en als 22e op de 10 kilometer vrije stijl. Tijdens de Olympische Winterspelen van 2022 in Peking eindigde ze als zevende op de 30 kilometer vrije stijl en als negende op 15 kilometer skiatlon, op de estafette eindigde ze samen met Léna Quintin, Flora Dolci en Mélissa Gal op de twaalfde plaats.
Op 8 januari 2023 boekte de Française in Val di Fiemme haar eerste wereldbekerzege.

## Resultaten

### Olympische Spelen
| Jaar | Plaats      | Resultaten                                                         |
| ---- | ----------- | ------------------------------------------------------------------ |
| 2018 | Pyeongchang | 57e 10 kilometer vrije stijl 12e 4×5 km estafette                  |
| 2022 | Peking      | 9e 15 km skiatlon 7e 30 kilometer vrije stijl 12e 4×5 km estafette |

### Wereldkampioenschappen
| Jaar | Plaats     | Resultaten                                                        |
| ---- | ---------- | ----------------------------------------------------------------- |
| 2019 | Seefeld    | 35e Sprint (vrije stijl) 31e 15 km skiatlon 8e 4×5 km estafette   |
| 2021 | Oberstdorf | 22e 10 km vrije stijl 7e 15 km skiatlon 17e 30 km klassieke stijl |

### Wereldbeker
| Legenda | Legenda            |
| ------- | ------------------ |
| TdS     | Tour de Ski        |
| NO      | Nordic Opening     |
| LT      | Lillehammer Triple |
| RT      | Ruka Triple        |
| WBF     | Wereldbekerfinale  |
| STC     | Ski Tour Canada    |
| ST      | Ski Tour           |

Eindklasseringen
| Seizoen   | Algm | DI  | SP  | TdS |
| --------- | ---- | --- | --- | --- |
| 2017/2018 | –    | –   | –   | DNF |
| 2018/2019 | 69e  | 52e | 53e | DNF |
| 2019/2020 | 32e  | 26e | 67e | 23e |
| 2020/2021 | 26e  | 23e | –   | 16e |
| 2021/2022 | 21e  | 14e | –   | 11e |
| 2022/2023 |      |     |     | 10e |

Wereldbekerzeges individueel
| Nr. | Datum          | Plaats        | Onderdeel                          |
| --- | -------------- | ------------- | ---------------------------------- |
| 1.  | 8 januari 2023 | Val di Fiemme | 10 km vrije stijl (massastart) TdS |